# Geschichte der Stadt Aurich
Die Geschichte der Stadt Aurich umfasst die Entwicklungen auf dem heutigen Gebiet der Stadt Aurich von der ersten Besiedlung bis zur Gegenwart. Sie lässt sich ab dem 13. Jahrhundert belegen. Die Ursprungssiedlung Aurechove wurde erstmals 1276 in einer friesischen Rechtsaufzeichnung, dem Brokmerbrief, erwähnt. Aurich entwickelte sich zu einem bedeutenden Viehmarktplatz und war ab 1561 Residenz der Grafen und Fürsten von Ostfriesland. Nach deren Aussterben blieb die Stadt unter wechselnden Herrschaften Verwaltungsmittelpunkt Ostfrieslands.

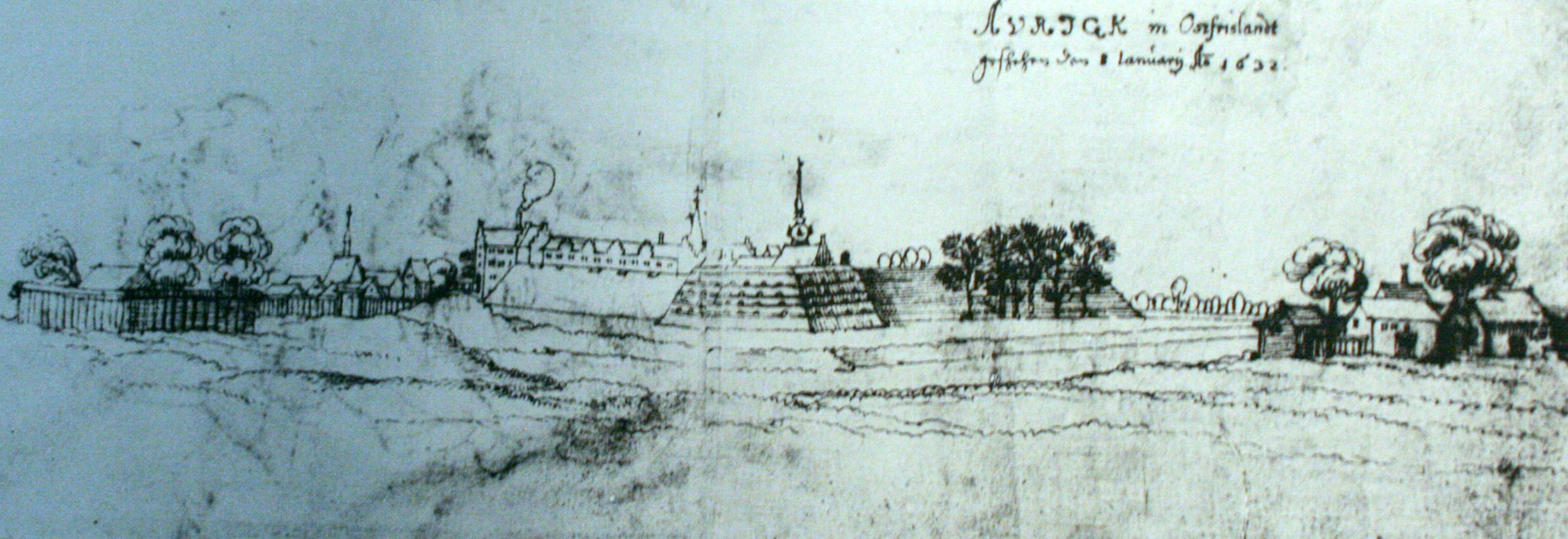
Aurich um 1632

## Mittelalter bis 1514

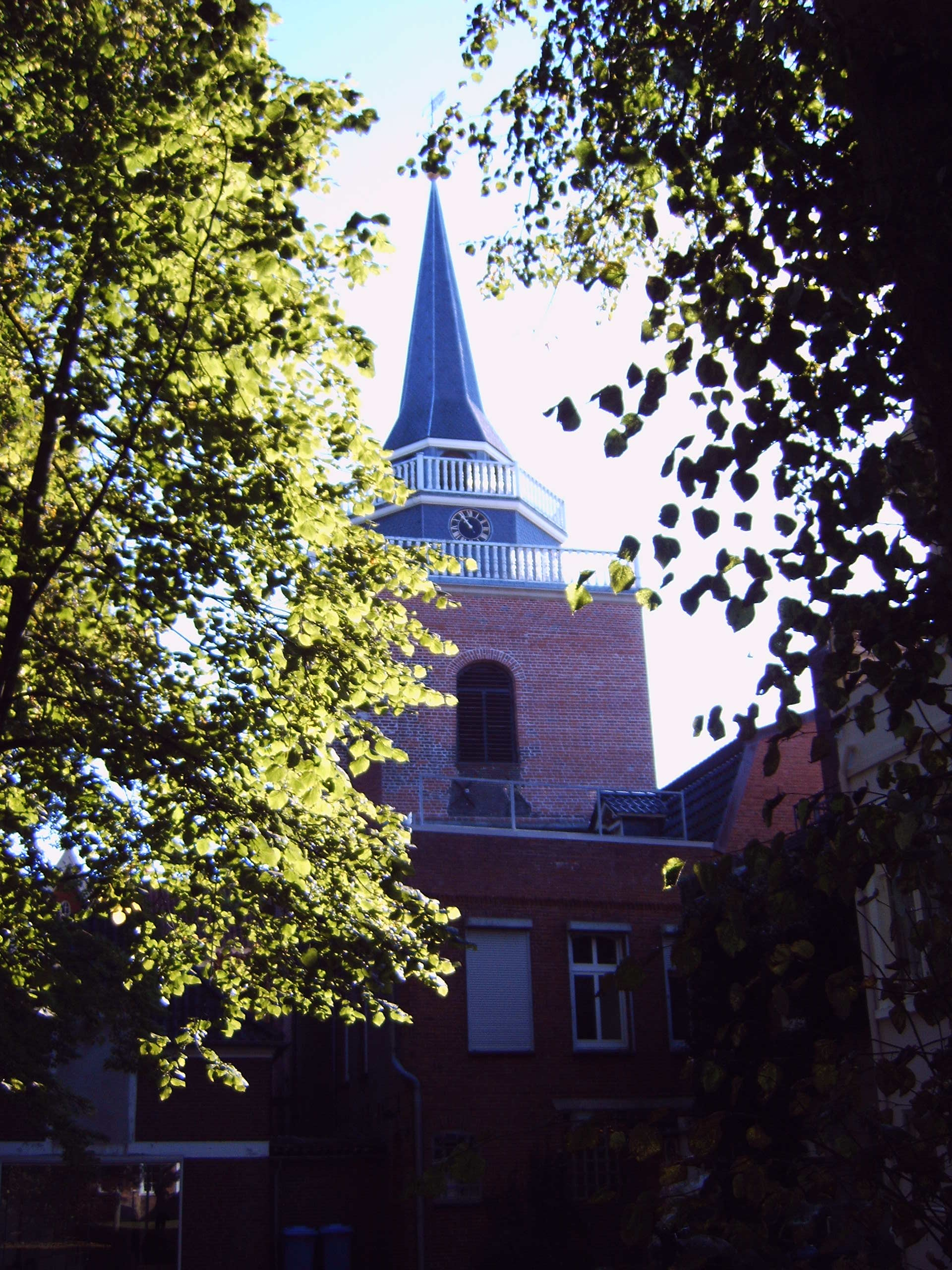
Lambertiturm

Die Geschichte Aurichs lässt sich bis in das 13. Jahrhundert zurückverfolgen. Über die Deutung des Stadtnamens gibt es verschiedene Hypothesen. Entweder er ist einer Person (Affo, Ostfriesischer Vorname) und seinem Besitz (Reich) zuzuordnen oder er bezieht sich auf ein Wasserwerk an der fruchtbaren, wasserreichen Niederung des Flüsschens Aa (oder Ehe), an dem die Stadt errichtet wurde. Bekannt sind die Schreibweisen Aurichove, Aurike, Aurikehove, Auerk, Auryke, Auwerckhove, Auwerick, Auwerck, Auwreke, Awerck, Awreke, Awrik, Auwerich und Aurickeshove.
Wann die Besiedelung des Stadtgebietes begann, ist unbekannt. Möglicherweise setzte der Herzog von Sachsen Lothar von Süpplingenburg die Grafen von Oldenburg als Amtsgrafen in der Region ein. Diese schufen um Aurich einen neuen Herrschaftsstützpunkt. Erstmals wird der Ort als Aurechove 1276 in einer friesischen Rechtsaufzeichnung, dem Brokmerbrief, erwähnt. Diese Ursprungssiedlung war um die Lambertikirche entstanden, die Graf Moritz von Oldenburg stiftete. Geweiht war sie dem Heiligen Lambertus, dem im Jahre 703 getöteten Bischof von Maastricht. Ihr wuchtiger Kirchturm, der sich in heutiger Form seit 1662 zeigt, ist das Wahrzeichen der Stadt. In den folgenden Jahren behielten die Grafen von Oldenburg die Oberhoheit über den Ort.
Im 14. Jahrhundert etablierte sich in Ostfriesland ein Herrschaftssystem, in dem lokale Häuptlinge (hovedlinge) in häufigem Streit die Macht über mehr oder weniger weite Gebiete an sich rissen. In diesen Wirren gelangte Aurich schon vor 1379 mit dem gesamten Auricherland in die Hand der Familie tom Brok, die offenbar von den Grafen von Oldenburg mit Burg und Kirche in Aurich belehnt wurde. 1379 bezeichneten sich die tom Brok als „dominus terre Brocmannie et Averice“. Die Macht der Oldenburger schwand dagegen. Sie konnten ihre Herrschaft über Aurich nicht erhalten und hatten in der weiteren Geschichte Aurichs keine Bedeutung mehr.
Um 1380 erbaute die Familie tom Brok die erste Häuptlingsburg der Stadt. Sie stand wahrscheinlich an der Stelle des heutigen Hotels Piqueurhof. Sie bekam den Namen Nieburg (Neue Burg) im Gegensatz zur Oldeborg (alte Burg) der tom Brok im Brokmerland. Nach der Schlacht auf den Wilden Äckern übernahm Focko Ukena die Herrschaftsgebiete der tom Brok, mit ihnen erhielt er Aurich und das Auricherland. Er versuchte, seine Herrschaft zu festigen und ließ Stadt und Burg mit Wällen und Gräben und Bollwerken umgeben. Um 1430 schleiften die Gegner Focko Ukenas, die im Freiheitsbund der Sieben Ostfrieslande vereint waren, die Burg im Ringen um die Vorherrschaft in Ostfriesland. Heute ist von ihr nichts mehr erhalten. Bei Ausgrabungen im Jahre 1986 wurden Reste von Gräben, Mauerwerk, Steinpflasterungen und einer Brandschicht, in der sich Eisengerätschaften und Schlacke befanden, gefunden.

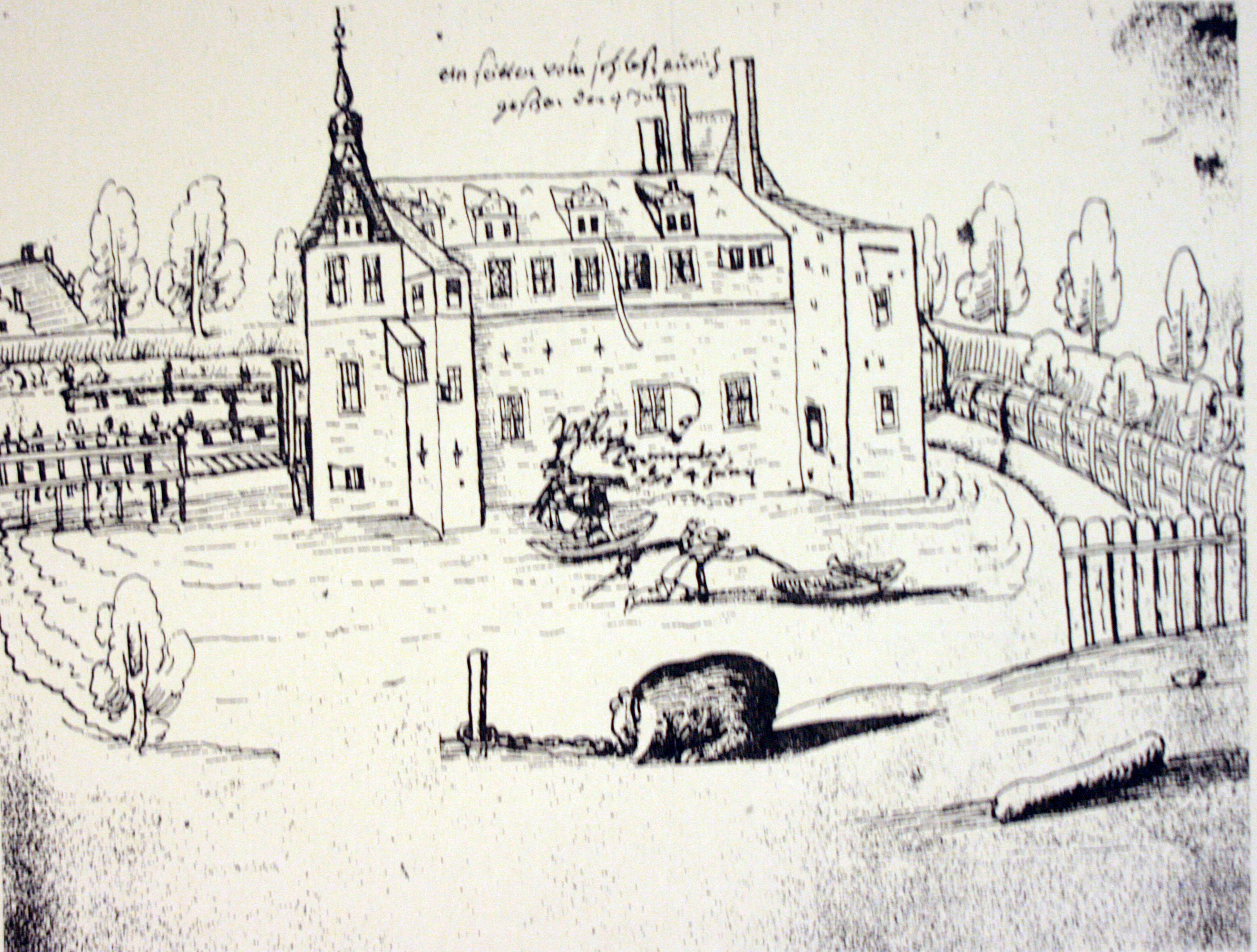
Die Averborg um 1632

Nach dem Sieg über Ukena erhob Kaiser Friedrich III. Ulrich Cirksena, einen Angehörigen eines der letzten einflussreichen Häuptlingsgeschlechter, in den Reichsgrafenstand und belehnte ihn mit Ostfriesland als Reichsgrafschaft. Ulrich ließ gegenüber der alten Häuptlingsburg 1447 die sogenannte Averborg (mögliche Namensdeutungen: Gegenüber der alten Burg, jenseits der Aa) errichten. Das Gelände, auf dem die Burg errichtet wurde, war vorher für Pferde- und Viehmärkte genutzt worden. Zudem kaufte Ulrich für den Bau vier Kämpen von einem Udo Riekena aus Barstede.
Aurich blieb zunächst ohne größere politische Bedeutung – die Grafen Ostfrieslands residierten in Emden –, konnte aber durch seine zentrale Lage innerhalb der Grafschaft seine wirtschaftliche Stellung als großer Viehhandelsplatz mit sieben Jahrmärkten ausbauen.

## Frühe Neuzeit

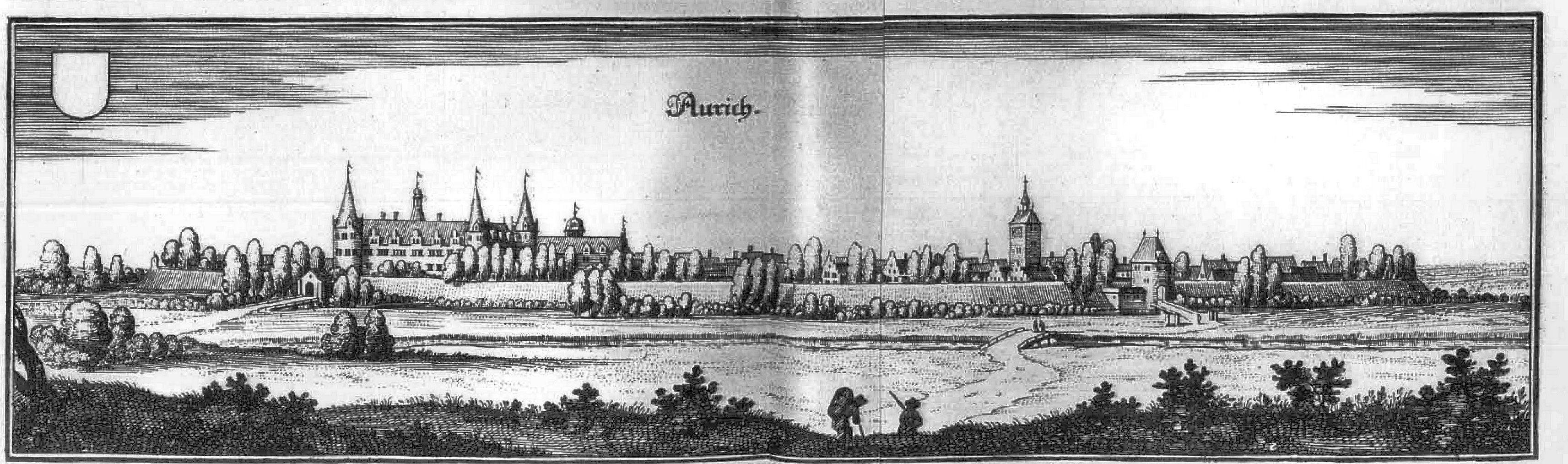
Aurich um 1650

Während der Sächsischen Fehde zerstörte ein Brand Aurich im Jahre 1514 nahezu vollständig. Graf Edzard I. begann 1517 den planmäßigen Wiederaufbau der Stadt. Dabei berücksichtigte der Graf die Stellung Aurichs als bedeutender Viehhandelsplatz, indem der Markt vom heutigen Schlossplatz auf den neu geschaffenen (für eine Stadt der damaligen Größe Aurichs ungewöhnlich großen) Marktplatz (zirka 150 mal 50 Meter) verlegte. Gleichzeitig ließ Edzard I. die Stadt im Westen erweitern, so dass der Marktplatz ins Zentrum der heutigen Altstadt rückte. Der Grundriss dieser Neuanlage bestimmt noch heute den Stadtkern.
Unter der Regierung Ennos II. wurden die Befestigungswerke der Stadt nach 1529 erneuert und ausgebaut. Neue Wälle und Gräben wurden errichtet. Im Jahre 1539 bekam der Flecken Aurich von Graf Enno II. und seinem Bruder Johann das Stadtrecht verliehen.

## Aurich als Residenzstadt

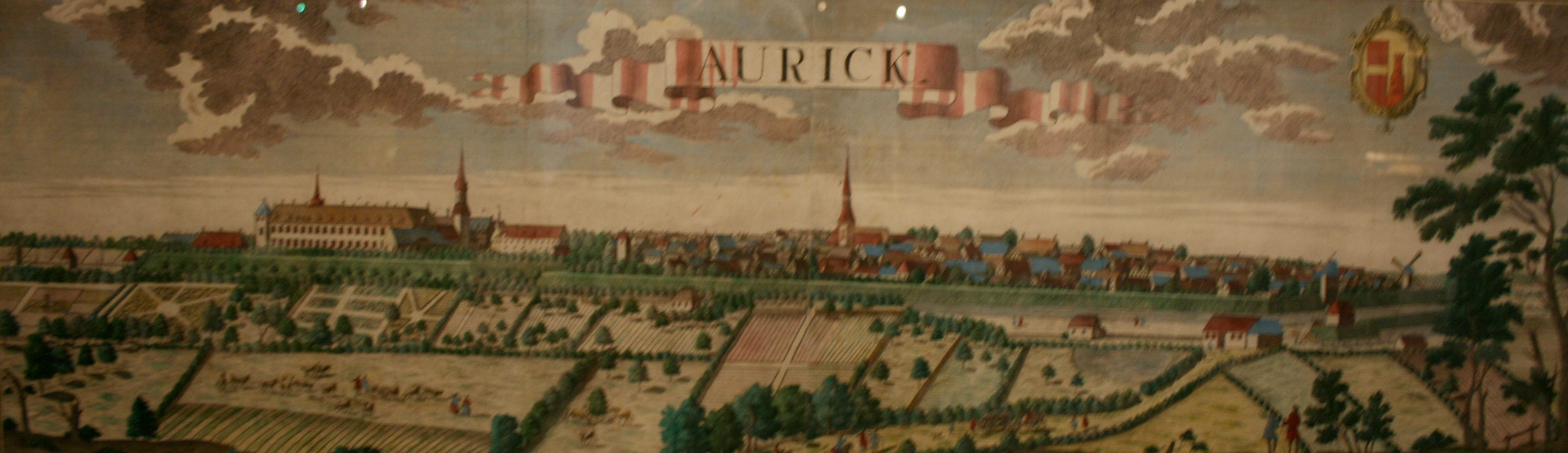
Aurich um 1729

Im Jahre 1539 ließ Enno II. alle Landesbehörden in Aurich zusammenziehen. Ab 1561 verlegten die Grafen von Ostfriesland ihre Residenz in die Stadt und machten das Schloss zum Mittelpunkt des höfischen Lebens. Sie wurde damit zur Hauptstadt der Grafschaft und des späteren Fürstentums Ostfriesland. In dieser Zeit nahm die Stellung Aurichs als Verwaltungssitz für Ostfriesland ihren Anfang, die bis in die Gegenwart erhalten blieb. Aurich entwickelte sich zur Residenz- und Beamtenstadt, in der sich erst seit der Weimarer Zeit kleinere Industriebetriebe ansiedelten.
Im Dreißigjährigen Krieg wurde Ostfriesland dreimal (1622–1624, 1627–1631 und 1637–1651) von fremden Truppen eingenommen und als Quartier benutzt, wenn auch keine größeren Kampfhandlungen stattfanden. Von 1622 bis 1624 besetzten die Mansfelder Ostfriesland. Aurich und die Orte in der Umgebung litten unter der Besetzung durch die Truppen. Das Grafenhaus floh von Aurich nach Esens und nahm eine Summe von 300.000 Talern mit, die in der Harlinger Nebenresidenz versteckt wurden – jedoch nicht gut genug: Mansfeld folgte dem Grafen Enno III. nach Esens, setzt ihn dort fest und ließ seine Söldner nach dem gräflichen Schatz suchen. Sie fanden die 300.000 Taler in dem Versteck und behielten die Summe als Kontribution ein. Dieser Verlust belastete die gräfliche Kasse noch nach Ende des Krieges. Enno III. gelang die Flucht nach Emden, der einzig unbesetzten Stadt Ostfrieslands im Dreißigjährigen Krieg.
Die beiden folgenden Besetzungen bedeuteten zwar ebenfalls Belastungen durch Kontributionen. Die Besatzer von 1627 bis 1631 jedoch, kaiserliche Truppen unter Tilly, „hielten Manneszucht und vermieden Ausschreitungen“, desgleichen die von 1637 bis 1651 in Ostfriesland einquartierten hessischen Truppen unter Wilhelm V. von Hessen-Kassel. Auch materiell stellte sich die Situation unter den beiden Besetzungen anders dar als unter Mansfeld: Es wurden zwar Kontributionen eingetrieben, doch wurden diese auch wieder in der Region ausgegeben. Während des Krieges brach in Ostfriesland die Pest aus.
Die Grafen und späteren Fürsten begannen in Aurich mit einer regen Bautätigkeit. Einen guten Eindruck davon vermittelt noch heute der Marstall. Inmitten der Wirren des Dreißigjährigen Krieges ließ Graf Ulrich II. zu Ehren seiner Frau Juliane die Julianenburg, ein Lustschloss mit einem großen herrschaftlichen Schlosspark anlegen. Unter der Regentschaft der Fürsten Christian Eberhard und Georg Albrecht erfolgte die Neugestaltung des Schlossparks nach dem Vorbild der Parkanlagen von Schloss Versailles. Georg Albrecht ließ zudem zu Ehren seiner Frau noch einen weiteren Lustgarten mit -schloss, die Carolinenburg anlegen. Der Ausbau der Residenz mit staatlichen Institutionen und repräsentativen Bauten hielt bis zum Aussterben des Fürstengeschlechts und der damit einhergehenden Machtübernahme durch Preußen im Jahre 1744 an.

## Preußen, Niederlande, Frankreich (1744–1814)

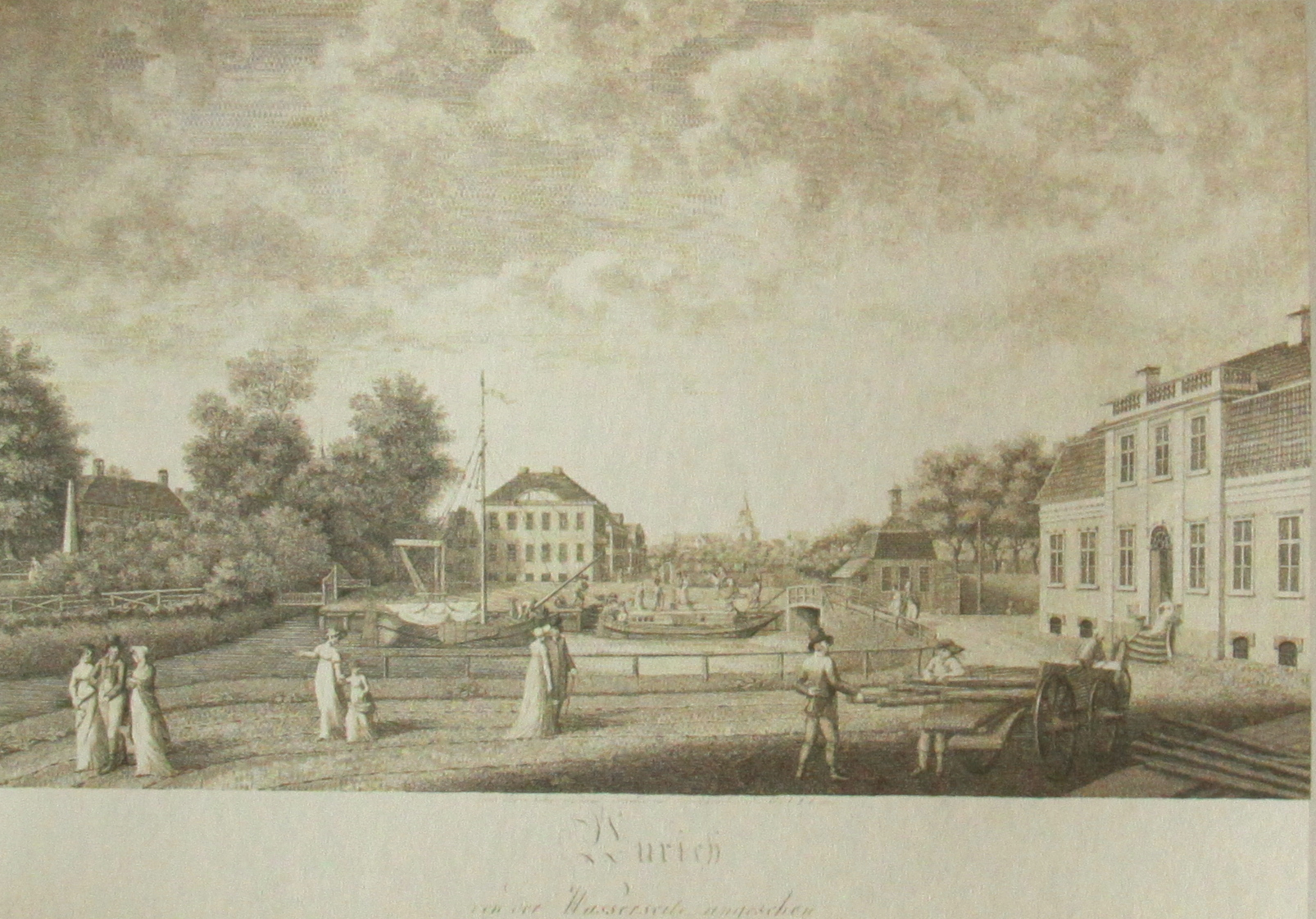
Blick auf den Auricher Hafen um 1800

Als am 25. Mai 1744 Carl Edzard, der letzte ostfriesische Fürst aus dem Hause Cirksena, starb, machte König Friedrich II. von Preußen sein Nachfolgerecht geltend, welches in der Emder Konvention geregelt war. Er ließ Aurich am 7. Juni 1744 ohne Widerstand von 500 Mann besetzen, worauf am 23. Juni das Land der preußischen Krone huldigte. Aurich blieb Sitz der Landesbehörden, erhielt eine Kriegs- und Domänenkammer und wurde Regierungshauptstadt der Preußischen Provinz Ostfriesland. Unmittelbar nach dem Machtantritt der Preußen begann der Ausverkauf des Fürstlichen Mobiliars in Aurich. Das gesamte Inventar des Schlosses, darunter die ostfriesische Fürstenbibliothek, wurde in mehreren Auktionen versteigert, so dass davon heute kaum noch etwas erhalten ist.
Während des Siebenjährigen Krieges wurde Ostfriesland zweimal von französischen Truppen besetzt, wobei besonders die zweite Besetzung durch den Marquis de Conflans 1761/62 erhebliches Leid für die Einwohner bedeutete. Die Residenzstadt wurde besetzt.
Mit dem Urbarmachungsedikt (1765) wurde auch in Ostfriesland der Landesausbau vorangetrieben. In der zweiten Hälfte des 18. Jahrhunderts wurden in Ostfriesland mehr als 80 neue Moorkolonien angelegt. Dazu zählten auch mehrere der heutigen Auricher Stadtteile. Plaggenburg wurde 1777 gegründet. Der Name weist bereits auf die ärmlichen Erstsiedler hin: Die ersten Häuser waren eher Hütten und wurden aus Plaggen errichtet. Die ersten Siedler waren sechs Familien, die ursprünglich aus der Pfalz stammten. Über eine Zwischenstation am Niederrhein kamen sie nach Ostfriesland. 1802 wurde ein weiteres Dorf von pfälzischen Exilanten gegründet, Pfalzdorf. Zur gleichen Zeit (1801/02) gründete der Auricher Rentmeister Julius Dietrich Tannen (1752–1829) die Kolonie Tannendorf, später Tannenhausen, in den ausgedehnten Moorgebieten nördlich von Aurich.
In den Jahren 1798/99 wurde zwischen Emden und Aurich der Treckschuitenfahrtskanal (heutiger Name Treckfahrtstief) angelegt, der durch die heutige Gemeinde Ihlow führte. Mit Schuten, die von Pferden getreidelt wurden, beförderte die Treckfahrtsgesellschaft Post, Stückgut und Passagiere. Daraus ergibt sich auch der Name des Kanals. „Trecken“ ist ostfriesisches Plattdeutsch und heißt „ziehen“. Zugleich wurde der kleine Auricher Hafen angelegt.
Elf Tage nach der Schlacht bei Jena und Auerstedt entsandte König Louis am 25. Oktober 1806 holländische Truppen nach Ostfriesland. Sie setzten über die Ems und marschierten einige Tage später nach Aurich. Ostfriesland und das Jeverland fielen in der Folge als Departement Oost-Vriesland an das Königreich Holland. Die feierliche Integration erfolgte am 11. März 1808 in Aurich feierlich in das Königreich Holland. Dazu läuteten in der Stadt Kirchenglocken, und 21 Salutschüsse wurden abgefeuert. Am Schloss und am Rathaus wurden königlich-holländische Wappen angebracht und auf dem Schlossturm die Trikolore gehisst.
In den folgenden drei Jahren war Ostfriesland (mit Ausnahme des Rheiderlandes, das dem Departement Groningen angegliedert wurde) elftes Departement des Königreiches Holland.
Anfang 1810 begannen französische Truppen, Holland zu besetzen. Einige Tausend französische Soldaten marschierten kurz darauf in Ostfriesland ein. Ostfriesland fiel daraufhin als Departement de l’Ems-Oriental (Osterems) and as Kaiserreich Frankreich. Aurich war Sitz des obersten französischen Beamten des Départements, dem so genannten Präfekten. Zudem gab es in der Kommunalverwaltung Veränderungen. Der Bürgermeister hieß fortan Maire. In Aurich waren dies der Maire de Bordeaux von 1810 bis 1812 und der Maire Boden im Jahr 1813.

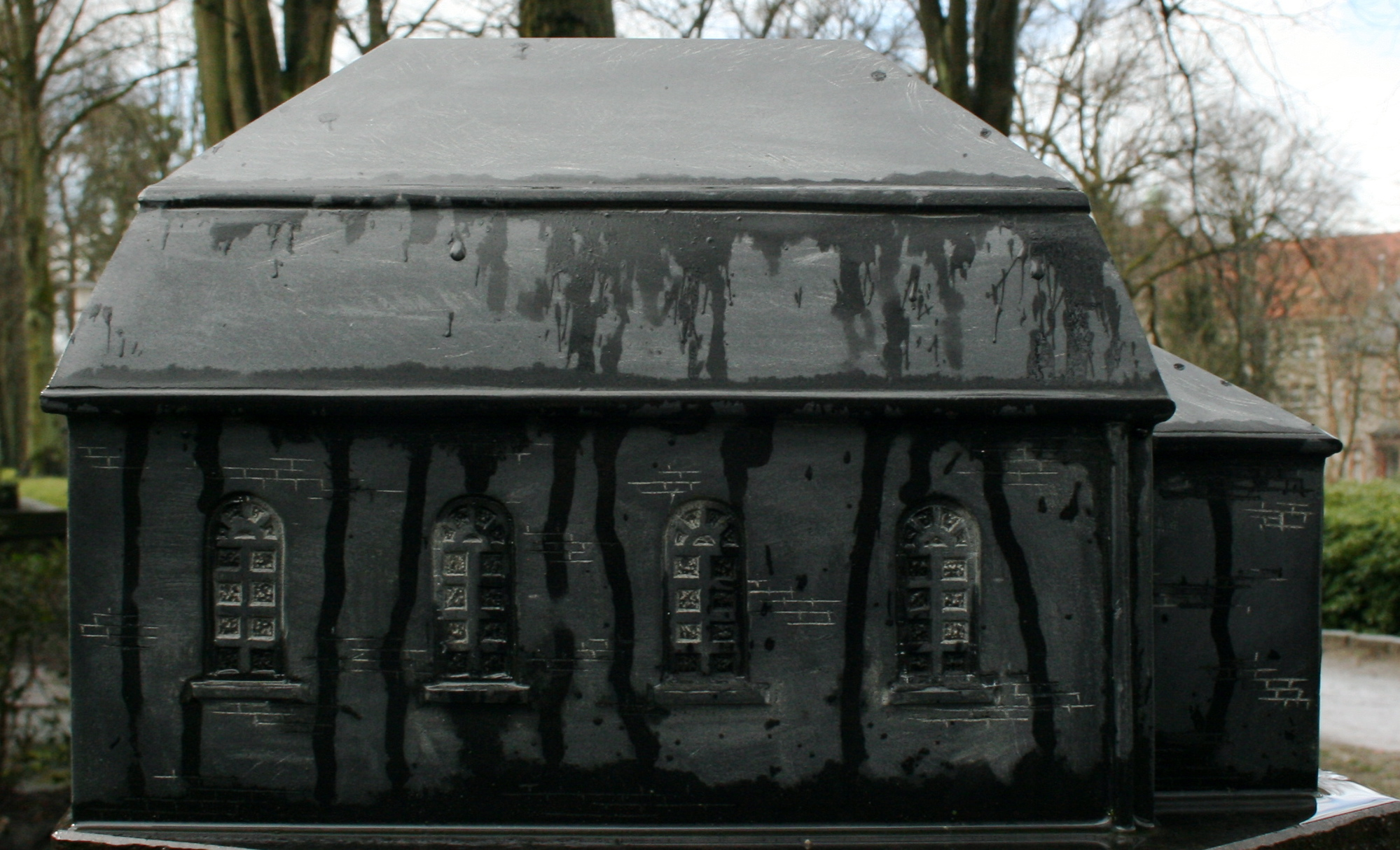
Gedenkstein für die nach Plänen von C. B. Meyer errichtete Synagoge

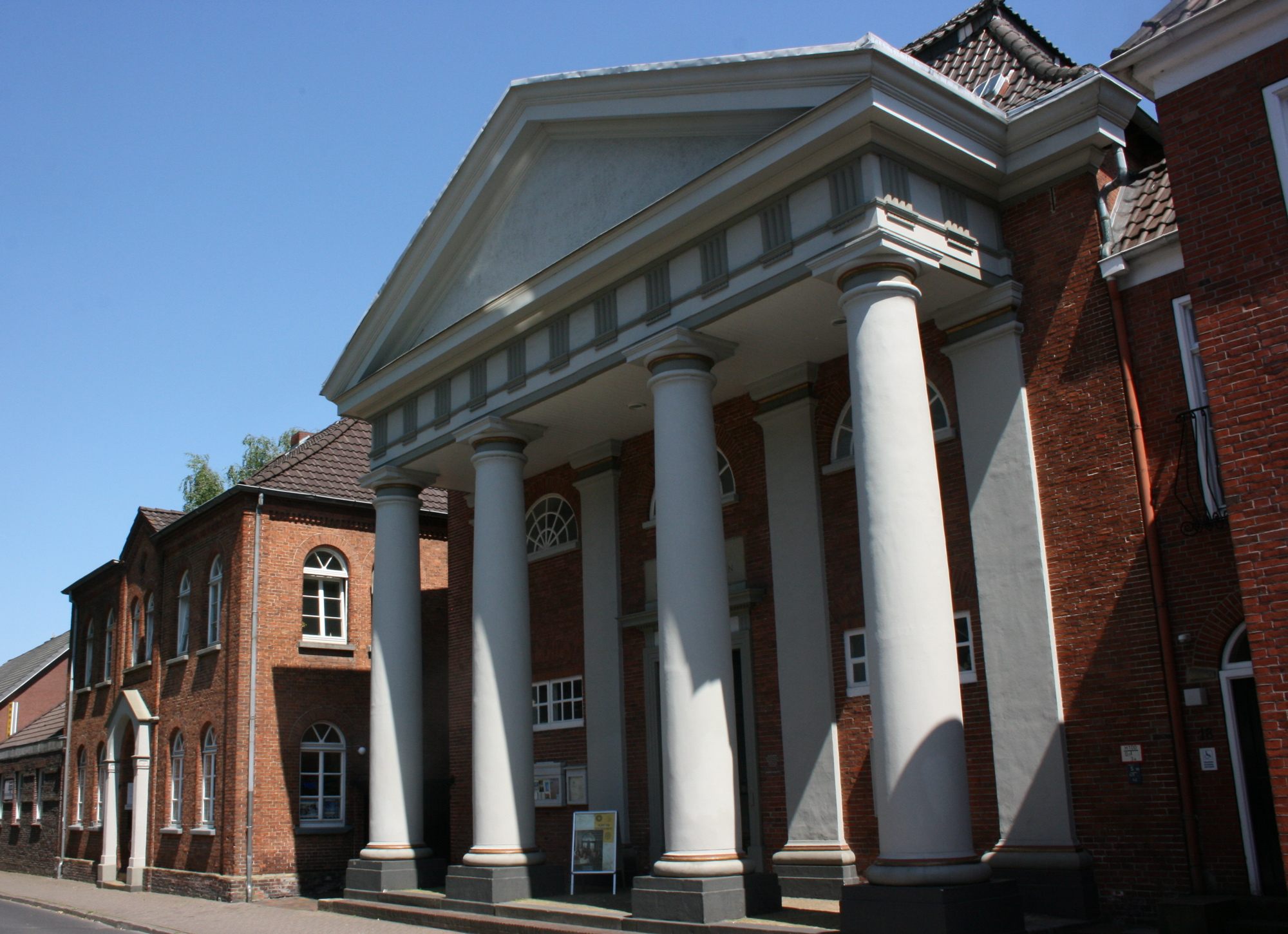
Reformierte Kirche in Aurich

In der holländischen und französischen Zeit begannen christliche und jüdische Religionsgemeinschaften, (weitere) Gotteshäuser in der Stadt zu errichten. Zunächst begann 1810 die jüdische Gemeinde Aurichs den Bau einer eigenen Synagoge. Das dafür erforderliche Geld wurde zum Teil mit Spenden aus der nichtjüdischen Bevölkerung aufgebracht. Die Synagoge wurde nach Plänen von Conrad Bernhard Meyer errichtet und am 13. September 1811 geweiht. Juden lebten mindestens seit 1635 in Aurich. Bevor die Gemeinde ihr Gotteshaus bezog, wurden die Gottesdienste in einem Anbau eines Privathauses an der Langen Straße abgehalten, welches in früheren Zeiten dem Hofjuden gehörte.
Die napoleonische Zeit hinterließ in Aurich Spuren. Der Kaiser der Franzosen schenkte der Evangelisch-reformierten Kirchengemeinde 15.000 Franc. Diese Spende war an die Maßgabe geknüpft, einen der „Stadt zur Zierde gereichenden Tempel“ zu errichten. Der Architekt und Baumeister Conrad Bernhard Meyer, der zuvor bereits für den Bau der Synagoge verantwortlich war, nahm sich der Sache an und ließ 1812–1814 den einzigen klassizistischen kirchlichen Zentralbau im Weser-Ems-Gebiet errichten. Dieser ist als Rundbau konzipiert. Die Kuppel des Gebäudes wird von acht korinthischen Säulen getragen. Die Kosten überstiegen die Spende Napoleons um fast das 15fache und brachten die Gemeinde an den Rand des Ruins. Für das friedliche Zusammenleben der Religionen in der Stadt zu dieser Zeit spricht, dass die lutherische und die jüdische Gemeinde, deren Synagoge auf der anderen Seite der Kirchstraße lag, Geld für den Kirchbau gesammelt haben.
Nach der Niederlage Napoleons und dem Zusammenbruch seiner Herrschaft kam es in den Jahren 1813 bis 1815 erneut zum Einzug preußischer Truppen in Ostfriesland. Aurich wurde wieder Sitz der preußischen Behörden.

## Die hannoversche Zeit (1815–1866)

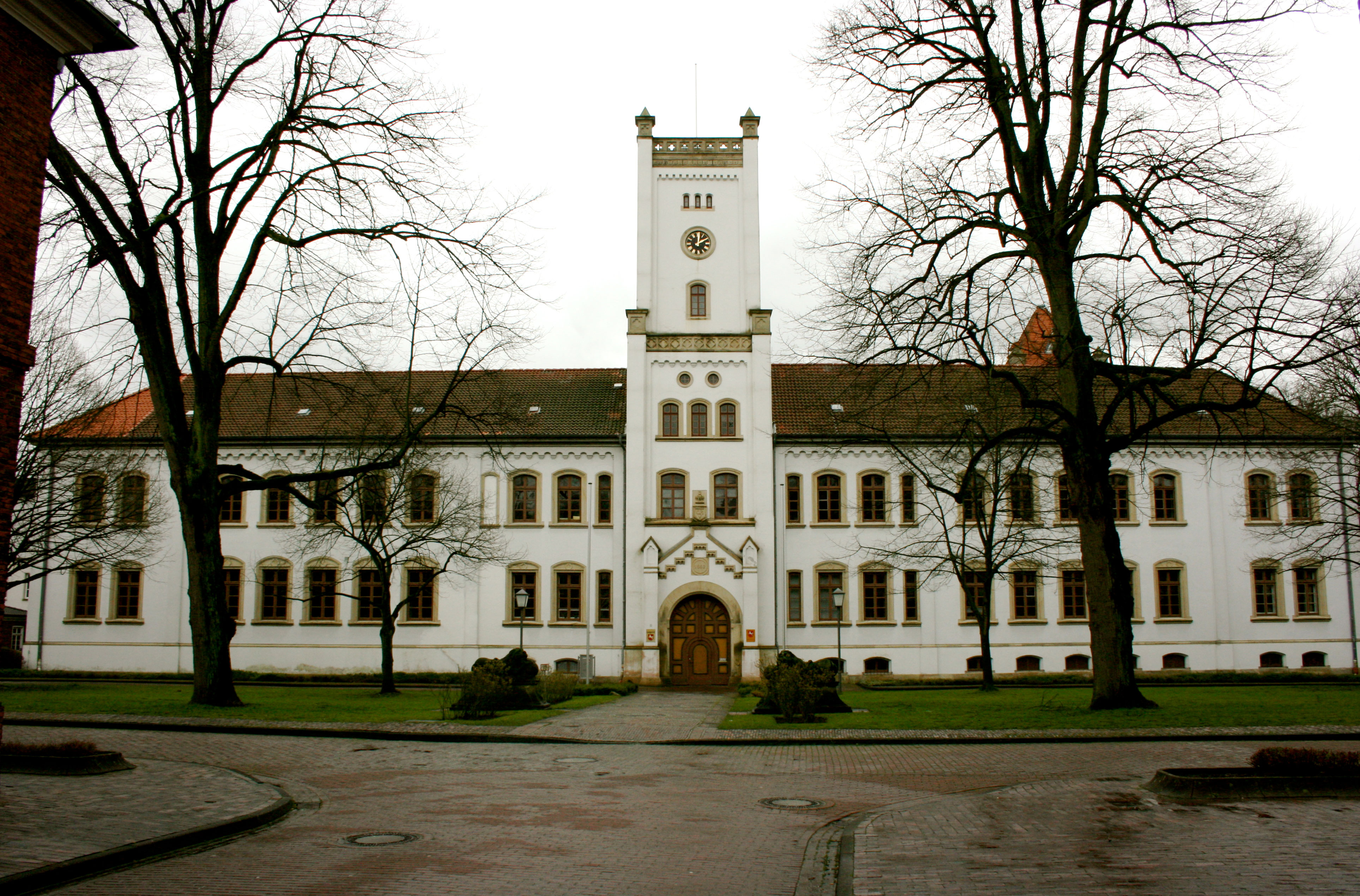
Das heutige Schloss

Nach dem Wiener Kongress wurde Ostfriesland mit seinem Verwaltungsmittelpunkt Aurich dem Königreich Hannover zugeschlagen. Aurich wurde Hauptstadt der am 17. Juni 1817 gebildeten Provinzialregierung von Ostfriesland. 1823 wurde aus der bisherigen Provinzialregierung die Landdrostei Aurich als Mittelbehörde des Königreichs gebildet, die ihren Sitz in der Stadt hatte. Zugleich war die Stadt Sitz des Amtes Aurich, das in seinem Umfang in etwa dem Landkreis Aurich bis 1977 entsprach. Zum Amt Aurich gehörten die Amtsvogteien Aurich, Timmel, Holtrop und Victorbur mit insgesamt neun Untervogteien. Nachdem Timmel kurzzeitig eigenständiges Amt wurde, kam es 1859 wieder zu Aurich.
In diese Zeit fällt der Bau der katholischen St.-Ludgerus-Kirche in Aurich. Nach der Reformation hatte es in Ostfriesland kaum noch Katholiken gegeben, für die es nur wenige Gotteshäuser gab. Inzwischen war die Zahl der Katholiken jedoch wieder angestiegen, so dass die königliche Regierung in Hannover am 2. Mai 1849 den Bau einer katholischen Kirche genehmigte. Diese wurde am 17. Oktober 1849 geweiht.
Unter der hannoverschen Regierung wurde 1851 die alte Averborg abgerissen, nachdem Pläne, diese zu sanieren, sich als unausführbar erwiesen hatten. An Stelle der Burg wurde das noch heute vorhandene Schloss als eines der wenigen Gebäude Ostfrieslands im englischen Tudorstil des Historismus erbaut.

## Wieder preußisch (1866–1913)

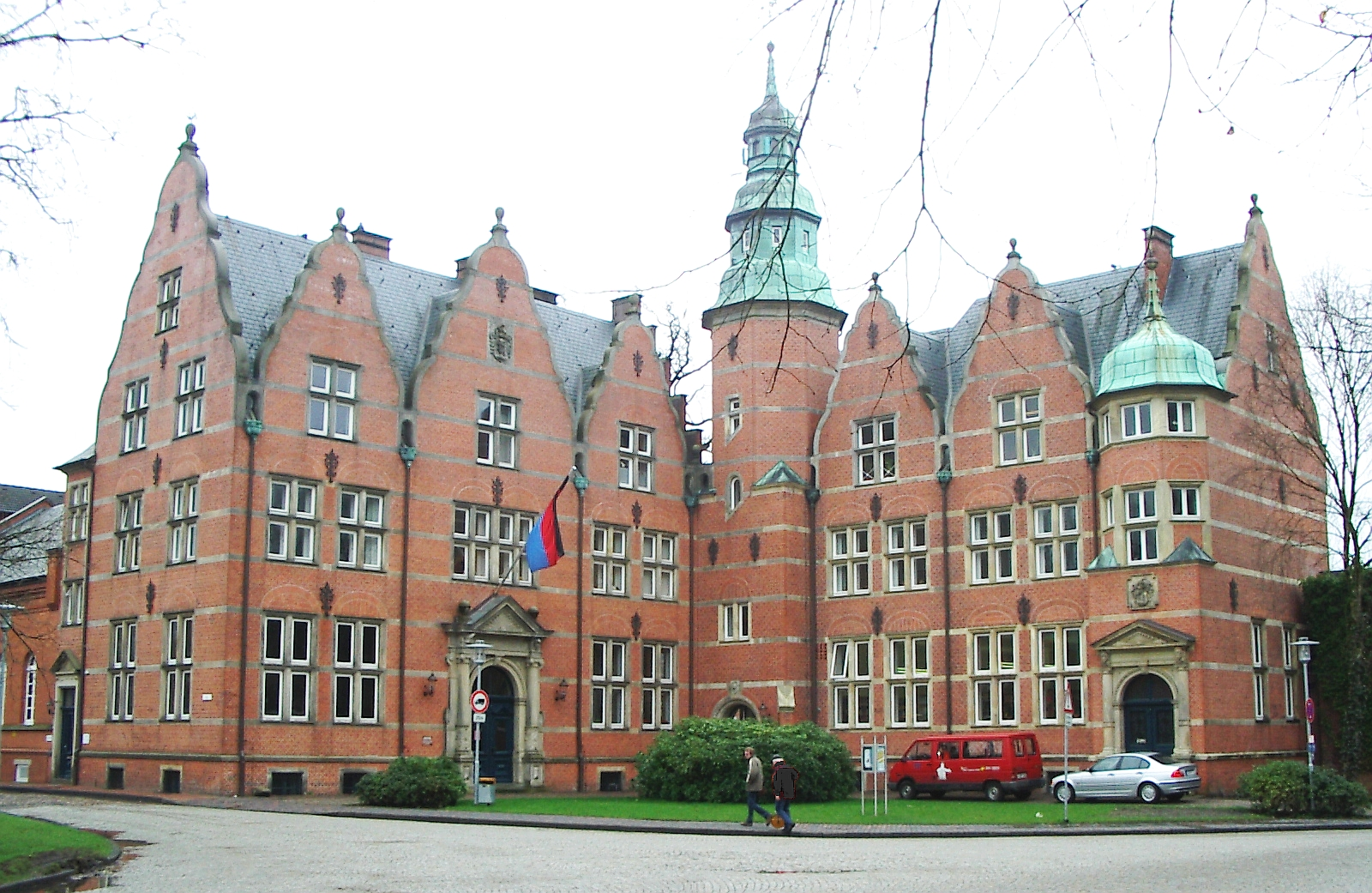
Sitz der Ostfriesischen Landschaft in Aurich

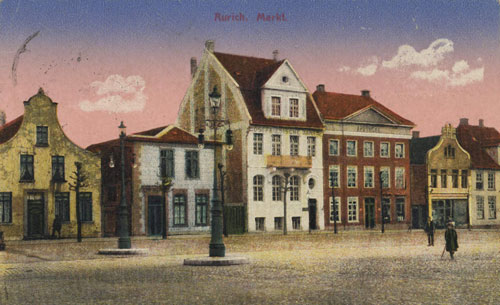
Der Marktplatz in Aurich um 1900

1866 wurde Ostfriesland nach dem Deutschen Krieg als Landesteil des Königreichs Hannover von Preußen annektiert. Mit dem Wiedereinzug der Preußen in Ostfriesland setzte eine Militarisierung der Stadt ein. Noch im Jahr der Annektierung wurde Aurich Garnisonsstadt und das dritte Bataillon des neu gebildeten preußischen Infanterie-Regiments 78 hier stationiert. 1867 erhielt das Regiment durch königliche Ordre den Namen Ostfriesisches Infanterie-Regiment Nr. 78. Zusätzlich wurde in Aurich ein Garnisonslazarett eingerichtet und die Kommandantur des Landwehr-Bezirks untergebracht.
Aus der Landdrostei wurde der preußische Regierungsbezirk Aurich gebildet, wobei die Bezeichnung Landdrostei ebenso wie die Ämterstruktur noch bis 1885 erhalten blieben.
In den Jahren 1880 bis 1888 wurde der Ems-Jade-Kanal erbaut. Seine Entstehung verdankt er dem Wunsche Preußens, seinen als Exklave im damaligen Großherzogtum Oldenburg gelegenen Kriegshafen Wilhelmshaven über den Wasserweg mit dem preußischen Ostfriesland zu verbinden, zu dem Wilhelmshaven politisch gehörte. Zuvor war Aurich mit einem Kanal, dem Treckfahrtstief, nur mit der Hafenstadt Emden verbunden.
Aurich blieb wirtschaftlich vom Viehhandel geprägt. Die Stadt war Sitz vieler regional bedeutender landwirtschaftlicher Vereine und Verbände. Einmal im Jahr wurde die Stadt von Viehhändlern aus ganz Deutschland und dem benachbarten Ausland besucht, wenn im Februar die Körung der ostfriesischen Hengste stattfand. Eine industrielle Revolution fand (wie im übrigen Ostfriesland mit Ausnahme Emdens) nicht statt, denn die Stadt „erfüllte (…) nicht die Standortbedingungen, welche auswärtige Industrielle zur Anlage von Fabriken hätte anregen können. Daran änderten weder der Bahnbau von 1883 noch der bald darauf entstehende Ems-Jade-Kanal.“
1898–1901 wurde der Sitz der Ostfriesischen Landschaft errichtet.
Im Kaiserreich blieb Aurich Garnisonsstadt und das Militär spielte eine immer stärkere Rolle in der kleinen ostfriesischen Beamtenstadt. Uniformierte waren im Stadtbild allgegenwärtig. Dies drückte sich auch in einer verstärkten Bautätigkeit des Militärs aus. So wurde im Jahre 1912 der Bau einer Kaserne für das 78. Infanterieregiment der preußischen Armee auf dem Ellernfeld begonnen. Der Erste Weltkrieg verhinderte den Einzug des Regiments in das Gebäude, das wegen seiner Färbung den Namen Grauer Esel erhielt. Nach dem Krieg wurde das Areal nie seiner ursprünglich gedachten Bestimmung gemäß genutzt. Das Kasernengebäude wurde nach einem Großbrand im Jahre 2007 abgerissen.

## Aurich und die Bahn

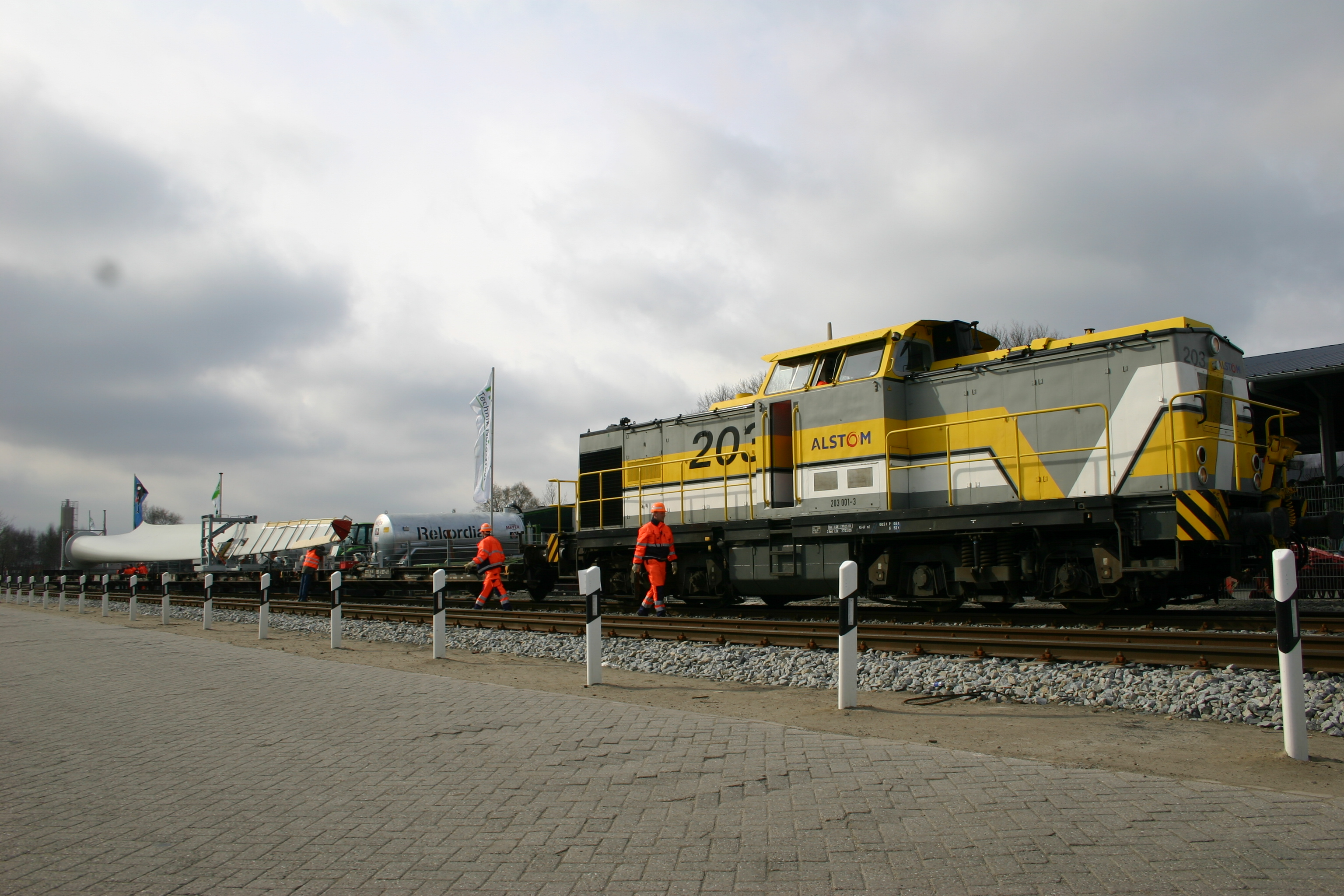
Bahnverladung von Windenergieanlagen von Enercon in Aurich

1883 wurde Aurich an die Bahn angeschlossen. Die Bahnstrecke Abelitz–Aurich entstand gleichzeitig mit der Küstenbahn (der heutigen Bahnstrecke Rheine–Norddeich Mole), um die Provinzhauptstadt Aurich nicht ohne Bahnanschluss zu lassen.
Ab 1898 begann die Arbeit an der Kleinbahn Leer–Aurich–Wittmund. Am 7. Mai 1900 wurde die Teilstrecke Aurich–Großefehn in Betrieb genommen. Juristisch interessant ist die Tatsache, dass das Gelände für die Bahn am 11. Juli 1900 enteignet wurde, obwohl der Bau schon abgeschlossen war. Die Strecke von Großefehn nach Leer wurde am 25. September 1900 mit einer großen Feier in Leer eingeweiht. Ab dem 1. Oktober gab es einen fahrplanmäßigen Verkehr. 1909 wurden die Strecken Esens–Bensersiel und Ogenbagen–Bensersiel angeschlossen. Mit 85 Kilometer Länge entstand so eine der größten Kleinbahnen in Nordwestdeutschland. Nach der Weltwirtschaftskrise kamen mit der zunehmenden Motorisierung wirtschaftliche Probleme. So ging die Bahn am 28. April 1930 in Konkurs.
Sie wurde ab 1964 als Kleinbahn GmbH und Kreisbahn Aurich GmbH weitergeführt. Das endgültige Ende kam 1967 für den Personenverkehr und am 31. Dezember 1969 für den Güterverkehr. In den folgenden Jahren wurden die Gleise demontiert und die Strecke zum Ostfrieslandwanderweg ausgebaut.
Die Bahnstrecke Aurich-Abelitz wurde 1996 stillgelegt, der Güterverkehr aber nach einer Modernisierung einiger Streckenteile im April 2008 wieder aufgenommen.

## Der Erste Weltkrieg
In der Stadt wurde der Beginn des Ersten Weltkriegs begeistert gefeiert. Viele junge Männer meldeten sich freiwillig zum Dienst. Das in Aurich stationierte 78. Infanterieregiment wurde zunächst in Richtung Belgien geschickt und kam im Verlaufe des Krieges sowohl an der Westfront als auch an der Ostfront zum Einsatz. Nach Ende des Krieges wurde es Mitte 1919 aufgelöst.
Einen Tag vor Abdankung des Kaisers wurde in Aurich am 8. November 1918 der erste Soldatenrat zur „Aufrechterhaltung der öffentlichen Ordnung“, gegründet, am 12. November 1918 folgte der Zusammenschluss mit den inzwischen existierenden Arbeiterräten. Diese bestanden aus Vertretern der Kaufmannschaft, der Bürgerschaft, des freien Gewerkschafts-Kartells, der christlich-sozialen Arbeiterschaft, der Landwirtschaft und der Beamtenschaft. Schließlich wurde zudem ein Bauernrat gebildet. In der ländlich, eher konservativ geprägten Bevölkerung der Stadt Aurich, konnten sich die Arbeiter- und Soldatenräte nicht etablieren, so lösten sie sich nach der Wahl zur Weimarer Nationalversammlung nach und nach auf.

## Weimarer Republik

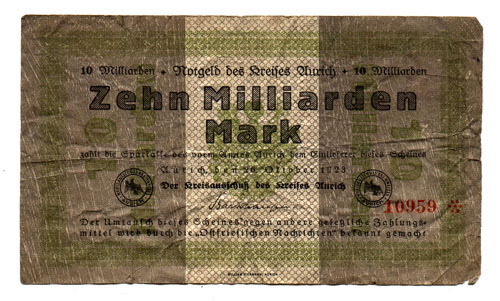
Notgeld des Kreises Aurich 1923

Das Ende des Ersten Weltkrieges brachte für die Versorgungslage in Ostfriesland im Gegensatz zu anderen Gebieten des Deutschen Reiches nur wenige Einschränkungen. Die Landwirtschaft hatte während des Kriegs und noch bis zum Ende der Inflationszeit eine relativ gute Phase erlebt. Die Bevölkerung war überwiegend ländlich geprägt und konnte sich selbst ernähren.
Im April 1919 kam es jedoch zu sogenannten „Speckumzügen“ von Emder Arbeitern, an die sich Landarbeiterunruhen und ebensolche Raubzüge im Rheiderland anschlossen. Arbeiter brachen in geschlossenen Zügen in die umliegenden Dörfer auf und stahlen Nahrungsmittel bei Bauern, wobei es zu Zusammenstößen kam. Die Lage beruhigte sich erst nach der Entsendung von in der Region stationierten Truppen der Reichswehr. Als Reaktion darauf bildeten sich in vielen Orten Ostfrieslands – auch solchen, die von den „Umzügen“ nicht betroffen waren – Einwohnerwehren. Allein in der Kernstadt Aurich waren 246 Personen mit 250 Waffen ausgerüstet. Unter den umliegenden Orten verfügten Brockzetel, Langefeld, Middels-Osterloog und -Westerloog, Ogenbargen, Pfalzdorf, Schirum, Spekendorf, Tannenhausen und Wiesens über Einwohnerwehren zwischen zehn und 94 Personen. Von diesen verfügten je nach Dorf zwischen einem Drittel und allen über Waffen. Aufgelöst wurden die Einwohnerwehren erst nach einem entsprechenden Erlass des preußischen Innenministers Carl Severing am 10. April 1920.
Aurich als vornehmlich landwirtschaftlich geprägte Stadt wurde bereits frühzeitig von der Agrarkrise erfasst, während industrialisiertere Regionen und Städte erst später von der Weltwirtschaftskrise getroffen wurden. Ab 1924 kam es zu einem starken Preisverfall bei Agrarprodukten um bis zu 40 Prozent. Dies führte in der stark von der Landwirtschaft abhängigen Stadt zu einer fatalen Kettenreaktion. Der Wert der Höfe halbierte sich, die Landbevölkerung verarmte. Dadurch kam es häufig zu Zwangsversteigerungen unter Wert, was mit einer gewissen Verzögerung die Banken in eine Krise führte und schließlich Handwerk und Handel mit sich riss. Rechnungen konnten nicht mehr bezahlt, Kredite nicht mehr bedient werden.
Wie im gesamten Nordwesten Niedersachsens erhielt in der Weimarer Republik die Landvolkbewegung Auftrieb, nachdem sich 1927 eine Missernte ereignet und die Bauern zusehends in Existenznöte gebracht hatte. Durch die Konzentration auf Mengen statt auf Qualität waren die Probleme jedoch zum Teil auch hausgemacht. Wie in anderen Landesteilen flatterte die schwarze Fahne, Symbol der Schwarzen Schar des Florian Geyer im Bauernkrieg, als Zeichen des Protests. Am 5. Januar 1928 kam es in Aurich zu einer Großdemonstration von Landwirten aus der Region, an der 4000 Menschen teilnahmen. Die Nationalsozialisten mit ihrer Blut-und-Boden-Ideologie sahen sich als Sachwalter der Nöte der Landwirte und fanden in vielen Gemeinden entsprechenden Zulauf.
Am Ende erreichte die Krise die Behörden und Kommunen. Durch das verringerte oder ausbleibende Steueraufkommen war der Landkreis Aurich zahlungsunfähig. In dieser Not verfügte der Landrat Barkhausen, eigentlich abzuführende Steuern einzubehalten. Eine spätere Verfolgung dieses Fehlverhaltens durch die Nationalsozialisten ist – obwohl dies ansonsten gern als Druckmittel gegen unliebsame alte politische Eliten genutzt wurde – ausgeblieben. Obwohl die Nationalsozialisten seit Mitte der 1920er Jahre in der Stadt verstärkt mit Versammlungen und Kundgebungen tätig wurden, spiegelte sich dies in den Wahlergebnissen nicht wider. Stärkste Partei blieb bis zur Reichstagswahl 1930 die Deutsche Volkspartei (DVP).
Im Jahr 1924 wurde Karl Anklam als Nachfolger von Friedrich Schwiening Bürgermeister. Seit Mitte der 1920er Jahre fanden in Aurich immer wieder nationalsozialistische Versammlungen und Kundgebungen statt. Antisemitische Angriffe nahmen zu. Anklam hingegen war überzeugter Republikaner und pflegte zu den Juden der Stadt ein gutes Verhältnis. 1927 veröffentlichte er einen Aufsatz zur Geschichte der Auricher Judengemeinde. Die zum Ende der Weimarer Republik erstarkenden Nationalsozialisten und Kommunisten griff er mit scharfen Worten an.

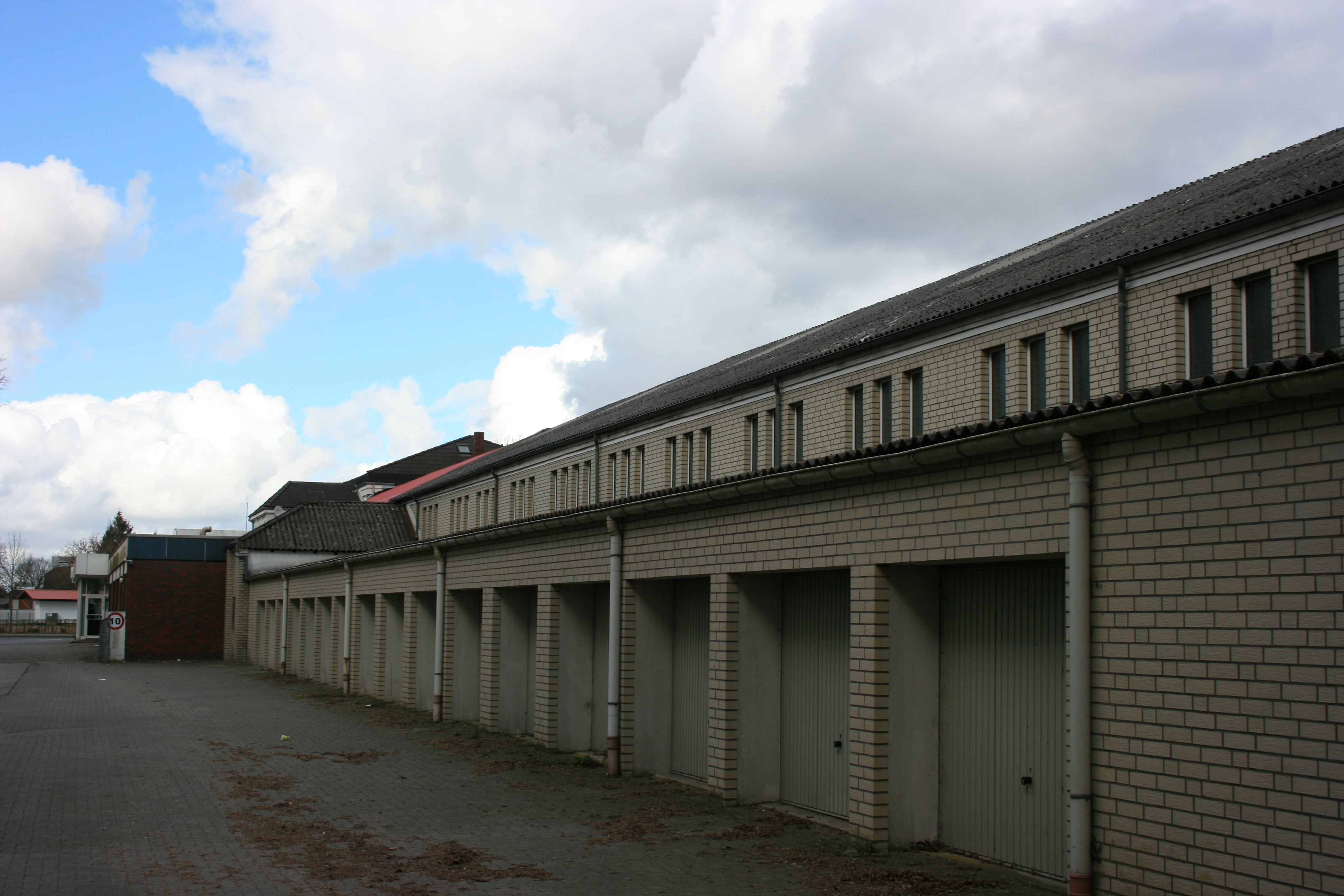
Landwirtschaftliche Halle in Aurich, hier sprach Hitler vor Tausenden begeisterten Ostfriesen

1931 griff Anklam persönlich ein, als die Nationalsozialisten in der Vorweihnachtszeit ein Flugblatt mit der Aufforderung verteilten, nur bei Christen zu kaufen. Das machte ihn nun selbst zur Zielscheibe der nationalsozialistischen Propaganda. Anklam wurde in der NSDAP-Presse als „Judenknecht“ diffamiert, sein Haus mehrfach mit Parolen und Hakenkreuzen beschmiert. Regelmäßig wurde ihm NS-Propagandamaterial unter der Haustür hindurchgeschoben. Noch versuchte Bürgermeister Anklam, den Aktivitäten der Nationalsozialisten in der Stadt Einhalt zu gebieten. Mehrfach untersagte er Kundgebungen und Märsche der Nationalsozialisten. Noch im Dezember 1930 meldete Anklam an den Regierungspräsidenten: Die Nationalsozialisten treten im Stadtgebiet sichtbar wenigstens wenig hervor.
Am 29. Januar 1931 kam es anlässlich einer nationalsozialistischen Versammlung zu einer größeren Auseinandersetzung zwischen SA und Kommunisten. Im selben Jahr wehten am Jahrestag des Hitler-Ludendorff-Putsches erstmals Hakenkreuzfahnen in der Stadt.
1932 wurde im Zuge des Preußenschlages der demokratische preußische Regierungspräsident Jann Berghaus in den Ruhestand versetzt, und die nationalsozialistische Ostfriesische Tageszeitung erschien erstmals. Am 29. Oktober sprach Adolf Hitler in Aurich. In der Tageszeitung Ostfriesische Nachrichten wurde von 12.000 Teilnehmern in der Landwirtschaftlichen Halle berichtet.
Bei den Reichstagswahlen 1932 wählten 44,2 Prozent der Stimmberechtigten im Regierungsbezirk Aurich die NSDAP. Die hohen Wahlergebnisse spiegelten sich in Aurich nicht in entsprechenden politischen Aktivitäten der Nationalsozialisten wider. Lediglich Pastor Heinrich Meyer betätigte sich propagandistisch. Die starke jüdische Gemeinde war politisch aktiv und war vor 1933 durch einen Vertreter im Bürgervorsteherkollegium vertreten.
Bis 1933 konnten die Nationalsozialisten im bürgerlichen Milieu kaum Fuß fassen. Kein Verein, keine Innung, kein Verband oder sonstige Institution wurde vor 1933 von einem Nationalsozialisten geleitet oder maßgeblich beeinflusst. Die starke jüdische Gemeinde war dagegen politisch aktiv.

## Zeit des Nationalsozialismus
Siehe auch: Jüdische Gemeinde Aurich
Bei den Reichstagswahlen am 5. März 1933 erreichten die Nationalsozialisten 46,3 Prozent der abgegebenen Stimmen, bei den Kommunalwahlen am 12. März desselben Jahres hingegen nur 38,9 Prozent.
Machtergreifung und -stabilisierung verliefen in Aurich rasch und weitgehend friktionslos. Die Nationalsozialisten begnügten sich mit der Eroberung der Entscheidungszentren wie Bürgervorsteherkollegium und Magistrat und der Ausschaltung der Linken. Angesehene Repräsentanten des Bürgertums wurden in ihren weitgehend machtlosen Stellungen belassen.
In das Vereins- und Verbändewesen griffen die Nationalsozialisten bis auf wenige Ausnahmen nicht ein und die bürgerliche Lokalelite blieb weitgehend unter sich, ohne mit der nationalsozialistischen Elite zu verschmelzen. Dieses gleichzeitige Mit- und Nebeneinander von bürgerlich-protestantischem Milieu und Nationalsozialismus prägte die lokale Entwicklung praktisch bis 1945.
Adolf Hitler und Reichspräsident Hindenburg wurden am 6. April 1933 die Ehrenbürgerwürde der Stadt verliehen. Bürgermeister Anklam wurde aus dem Amt gedrängt. Der wenige Jahre zuvor unter unrühmlichen Umständen aus seinem Amt als Pastor auf der ostfriesischen Nordseeinsel Borkum gedrängte Ludwig Münchmeyer kam wieder nach Ostfriesland und sprach vor zirka fünf- bis sechstausend Zuhörern. In den Folgejahren kam es zu mehreren Großkundgebungen der Nationalsozialisten in Aurich. Eine geplante Bücherverbrennung musste hingegen abgesagt werden, da die Auricher Schulbibliotheken nicht über genügend Werke verfemter Autoren verfügten.
In den folgenden Jahren festigte sich die Herrschaft der Nationalsozialisten in Aurich immer mehr. Kommunisten und Sozialdemokraten wurden verfolgt, Juden aus den Ämtern gedrängt. Daneben wurde ihnen mit Boykotten die wirtschaftliche Grundlage entzogen. Die Auswanderung setzte in Aurich im Gegensatz zu Emden erst 1937 ein.
Die Bauern im (heutigen) Stadtgebiet wurden im Reichsnährstand gleichgeschaltet. Die Verabschiedung des Reichserbhofgesetzes stieß bei vielen Bauern auf Proteste, da sie sich in ihrer wirtschaftlichen Entscheidungsfreiheit beschränkt sahen. In den Moorkolonien kam hinzu, dass die landwirtschaftlichen Grundstücke oft zu klein waren, um eine Vollbauernstelle darzustellen. Das Verbot, Erbhöfe zu veräußern, traf somit diejenigen Betriebe an der unteren Größenbegrenzung eines Erbhofes von 7,5 Hektar ganz besonders. Obwohl es viele richterliche Urteile zugunsten der klagenden Kleinbauern gab, blieb der Anteil der Erbhofbauern in der Region dennoch über dem Reichsdurchschnitt.
1938 wurde in Aurich die Marinenachrichten-Schule gegründet. Die Stadt war weiterhin Garnisonsort der Wehrmacht.

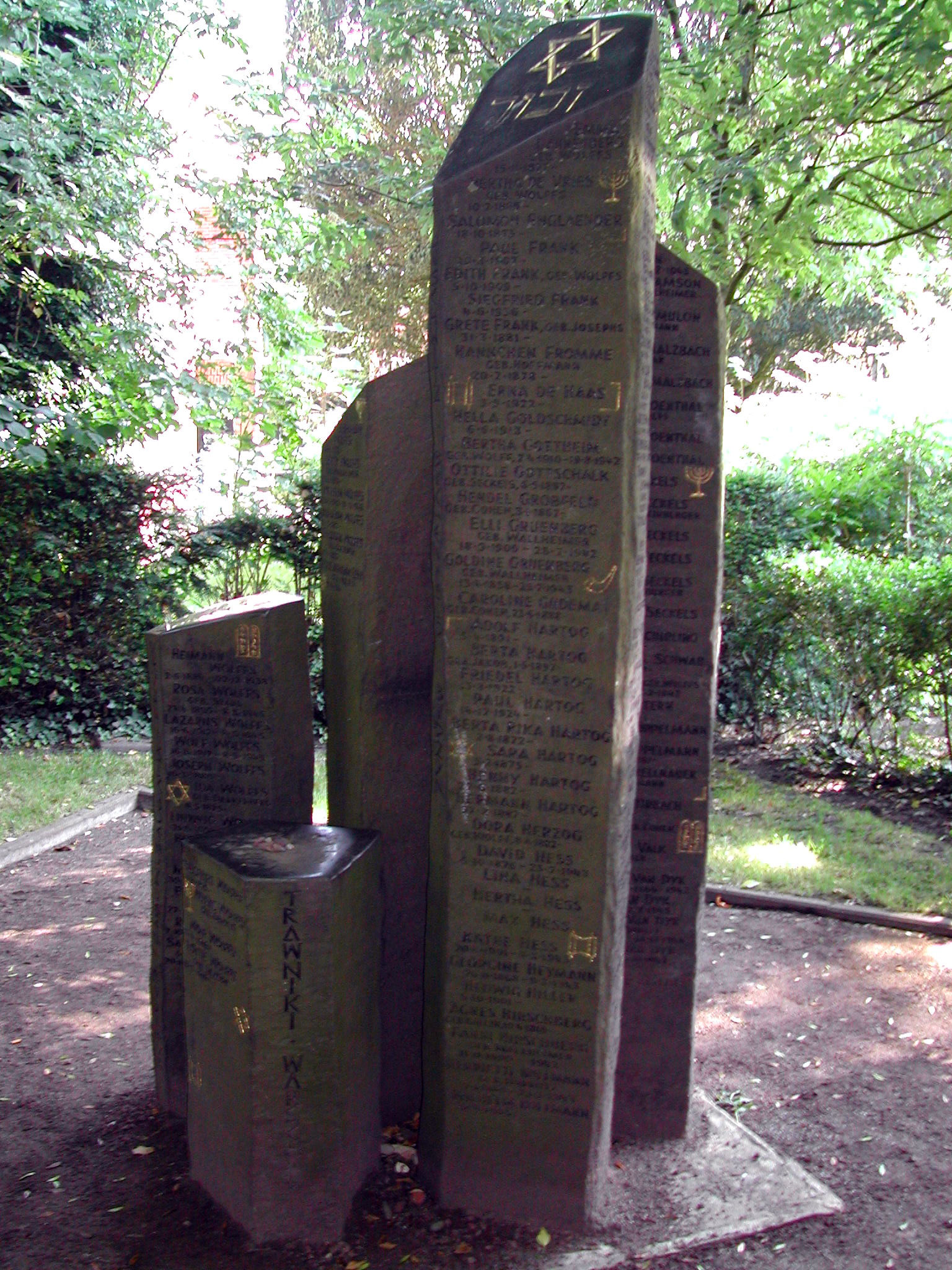
Gedenkstein für die ermordeten Juden aus Aurich

In der Nacht vom 9. auf den 10. November 1938 beteiligten sich Auricher SA-Truppen an den von der Reichsleitung der Nationalsozialisten befohlenen Ausschreitungen gegen die Juden, die später als Reichskristallnacht oder Novemberpogrome 1938 bezeichnet wurden. Die Synagoge wurde niedergebrannt und alle männlichen Juden über Oldenburg in das Konzentrationslager Sachsenhausen deportiert, aus dem sie erst nach Wochen zurückkehren konnten. Die Diskriminierung hielt weiter an; zwei Jahre später wurde die Stadt als judenfrei gemeldet.
Während des Zweiten Weltkrieges blieb Aurich von größeren Luftangriffen verschont. Dreimal wurde die Stadt bombardiert. Dabei kamen 17 Menschen ums Leben und 24 wurden verletzt. Gegen Ende des Krieges wurde 1944 das KZ Engerhafe errichtet. Die hier unter unmenschlichen Bedingungen Inhaftierten mussten Panzergräben rund um die zur Festung erklärte Stadt Aurich ausheben. Kurz vor der Fertigstellung der „Rundumverteidigung Aurichs“ wurde das Lager am 22. Dezember 1944 aufgelöst. Innerhalb der zwei Monate seines Bestehens starben 188 Häftlinge.
Am 3. und 4. Mai 1945 verhandelte eine Delegation aus Aurich mit den heranrückenden Kanadiern zur kampflosen Übergabe der Stadt. Diese erfolgte am 5. Mai 1945, nachdem ein am 4. Mai bei Lüneburg unterzeichneter Vertrag zur bedingungslosen Kapitulation der drei in Nordwestdeutschland operierenden deutschen Armeen am selben Tag um acht Uhr in Kraft getreten war.
Im Frühjahr und Sommer 1945 halfen internierte deutsche Soldaten, den Großteil der Panzergrabenlinie rund um Aurich wieder zuzuschütten, so dass sie nur noch an einzelnen Stellen sichtbar ist.

## Nach dem Zweiten Weltkrieg (seit 1945)
Nach dem Krieg wurden auf dem heutigen Stadtgebiet Flüchtlinge aus den Ostgebieten des Deutschen Reiches aufgenommen, allerdings mit ungleicher Verteilung: „Die Moorkolonien nahmen am wenigsten Flüchtlinge auf“, heißt es in einer Untersuchung von Bernhard Parisius, was auch auf die Moorkolonien in den Auricher Randbereichen zutrifft. Die Vertriebenen zog es stattdessen eher in die fruchtbaren ostfriesischen Marschgebiete und vor allem in die Städte: Nach 1945 wurde Aurich von vielen Flüchtlingen bevölkert. Zählte die Stadt in ihren damals eng umrissenen Grenzen bei Kriegsbeginn 6874 Einwohner, waren es Ende 1945 bereits 10.350.
Die Flüchtlinge kamen in einen Landkreis, der damals bereits von Arbeitsplatzmangel gekennzeichnet war. Hinzu kam das Fehlen von ausreichendem und gesundem Wohnraum, wobei dabei die Moorkolonien negativ herausragten. Im Tätigkeitsbericht der Auricher Kreisverwaltung für die Wahlperiode 1948–1952 heißt es dazu:

„Für alle diese Menschen war ausreichende Arbeit und Wohnraum nicht zu schaffen, zumal die Städte Emden und Wilhelmshaven zerschlagen und ihre Einwohner teilweise auch in den Kreis Aurich evakuiert waren. Zu diesem unnatürlichen und dem Leistungsvermögen des Kreises glatt widersprechenden Anwachsen der Bevölkerung wies die Militärregierung noch die Heimatvertriebenen ein. Das bedeutete eine Katastrophe für beide Teile: für den Kreis Aurich und für die Vertriebenen! Die nun wieder andauernde Arbeitslosigkeit trifft die Vertriebenen am meisten. Obwohl sie nur 15 v.H. der Einwohner ausmachen, sind sie mit rund 30 v.H. an der Arbeitslosigkeit beteiligt. Ebenso hart wirkt sich die Wohnungsnot aus. […] So bekamen die Vertriebenen meistens die schlechten Nebenräume, Sommerküchen, Upkamern, Milchkammern und Backhäuser zugewiesen, die ebenso ungesund wie menschenunwürdig sind wie die Nissenhütten und Baracken. Das Wohnungselend der Vertriebenen im Kreise Aurich wird vom Statistischen Landesamt bestätigt durch die Feststellung, ‚daß der Regierungsbezirk Aurich bei kleinster durchschnittlicher Wohnungsgröße die höchste Wohndichte in Niedersachsen hat‘.“

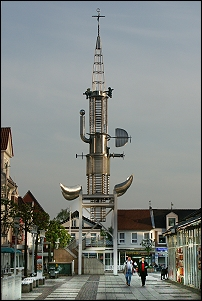
Sous-Turm auf dem Auricher Marktplatz

Im Jahre 1948 wurden die Vorfälle in Zusammenhang mit den Pogromen vom November 1938 vom Schwurgericht in Aurich untersucht. Von den vier Angeklagten wurde einer freigesprochen, die drei anderen wurden zu Gefängnisstrafen von drei Jahren, einem Jahr und zehn Monaten verurteilt.
Durch die Niedersächsische Kommunalreform 1972/73 wurde Aurich deutlich vergrößert und wuchs auf die heutige Größe von 197 Quadratkilometern. Die Einwohnerzahl wurde durch Eingemeindungen einer Vielzahl umliegender Kleinst-Gemeinden fast verdreifacht. Daher wurde der Neubau eines Rathauses am Südrand der Kernstadt erforderlich. Aurich blieb bis 1945 preußische Regierungshauptstadt und wurde danach Hauptstadt des Regierungsbezirks Aurich des von den Alliierten neu geschaffenen Landes Niedersachsen. 1978 wurde der Regierungsbezirk Aurich aufgelöst und ging im Regierungsbezirk Weser-Ems mit Sitz in Oldenburg auf, welcher seinerseits Ende 2004 aufgelöst wurde. Aurich blieb aber noch über Jahre eine Außenstelle der Oldenburger Behörde. 1977 hingegen wurden die Landkreise Aurich und Norden zum neuen, nunmehr fast doppelt so großen Landkreis Aurich vereinigt. In den Folgejahren wurde ein Ausbau der Infrastruktur nötig, um die gewachsenen Aufgaben erfüllen und die aus Norden hinzugekommenen Verwaltungsbeamten unterbringen zu können. Vis-à-vis des neuen Rathauses wurde daher der Carolinenhof gebaut, der unter seinem Dach nicht nur die Kreisverwaltung beherbergt, sondern zugleich Einkaufs- und Freizeitzentrum ist.
Am 24. September 1967 wurde der Personenverkehr auf der Bahnstrecke Abelitz–Aurich eingestellt. Lediglich der Güterverkehr blieb aufrechterhalten, vor allem für das Munitionsdepot der Bundeswehr in Tannenhausen und in geringerem Umfang für die Güter- und Brennstoffversorgung von Aurich und weiteren Orte entlang der Strecke. Die Bedeutung der Strecke nahm in den Folgejahren immer weiter ab, so dass der Güterverkehr am 31. Dezember 1993 eingestellt wurde.
Nach dem Zweiten Weltkrieg hat sich in Aurich nach und nach eine spürbare Industrialisierung vollzogen. So siedelte sich die Molkerei Rücker GmbH an. Aus bescheidenen Anfängen hat sich das Elektrotechnik-Unternehmen Rolf Janssen zu einem mittelständischen Betrieb mit rund 400 Beschäftigten entwickelt. Für die lokale Wirtschaftsentwicklung ebenfalls bedeutsam ist der Windenergieanlagenhersteller Enercon, der 1984 in Aurich gegründet wurde und heute weit mehr als 3000 Mitarbeiter allein in der Stadt beschäftigt. Die Zahl der Industriebeschäftigten in Aurich überschreitet die 4000er-Marke inzwischen deutlich und hat dazu geführt, dass die alteingesessene Verwaltungsstadt und Versorgungsstadt für das ländliche Umland inzwischen auch eine industrielle Komponente in der Wirtschaftsstruktur aufweist. Deutlich sichtbar wird vor allem der Aufstieg von Enercon auch bei den städtischen Finanzen. Aurich zählt zu der kleinen Minderheit von abundanten Kommunen in Niedersachsen.

## Einwohnerentwicklung
Die Stadt Aurich zählt heute gut 40.000 Einwohner und ist damit, gemessen an der Einwohnerzahl, nach Emden die zweitgrößte Stadt Ostfrieslands. Wesentliche Schübe in der Einwohnerentwicklung ergaben sich zum einen nach dem Ende des Zweiten Weltkriegs, als viele Flüchtlinge aus den früheren Ostgebieten des Deutschen Reiches aufgenommen wurden. Die Einwohnerzahl Aurichs lag 1945 fast 50 Prozent höher als 1939.
Ein zweiter Schub in der Einwohnerentwicklung ergab sich durch die Eingemeindung vieler kleiner Umlandgemeinden im Zuge der Niedersächsischen Kommunalreform.
Bereits am 31. Mai 1965 wurden die Gemeinden Extum, Haxtum, Kirchdorf und Rahe, alles heutige Auricher Stadtteile, zur Samtgemeinde Upstalsboom zusammengeschlossen. Der Name der Samtgemeinde begründete sich auf das Denkmal Upstalsboom.
Am 1. Juli 1972 wurden die Gemeinden Brockzetel, Dietrichsfeld, Egels, Extum, Georgsfeld, Haxtum, Kirchdorf, Langefeld, Middels, Pfalzdorf, Plaggenburg, Popens, Rahe, Sandhorst, Schirum, Spekendorf, Tannenhausen, Walle, Wallinghausen und Wiesens im Rahmen der niedersächsischen kommunalen Gebietsreform dem Stadtgebiet Aurichs zugeschlagen. Durch die Eingemeindung weiter Teile des heutigen Stadtgebiets vergrößerte sich die Einwohnerzahl Aurichs um mehr als das Doppelte seiner vorherigen Größe und überschritt die 30.000-Einwohner-Marke. Seit der Kommunalreform ist Aurich somit die nach Einwohnern zweitgrößte Kommune Ostfrieslands.
Die Zunahme der Einwohnerzahl seit 1990 ergibt sich zum einen aus Personen, die aus den neuen Bundesländern nach Aurich gezogen sind, noch mehr aber aus Russlanddeutschen, die in Aurich eine neue Heimat gefunden haben. Seit dem Ende der 1990er Jahre liegt die Einwohnerzahl Aurichs recht konstant bei etwas mehr als 40.000. Der Geburtensaldo ist seit Beginn des 21. Jahrhunderts negativ, wird aber durch Zuzüge ausgeglichen. Dabei spielen Ruheständler aus anderen Regionen Deutschlands, die ihren Lebensabend in Ostfriesland verbringen wollen, eine wichtige Rolle.
| Jahr | Einwohnerzahl |
| ---- | ------------- |
| 1804 | 2128          |
| 1821 | 3163          |
| 1861 | 4712          |
| 1864 | 4608          |
| 1867 | 4919          |
| 1871 | 4264          |
| 1885 | 5395          |

| Jahr | Einwohnerzahl |
| ---- | ------------- |
| 1895 | 5899          |
| 1905 | 6141          |
| 1925 | 6136          |
| 1933 | 6558          |
| 1939 | 6874          |
| 1945 | 10.350        |
| 1961 | 12.982        |

| Jahr | Einwohnerzahl |
| ---- | ------------- |
| 1970 | 11.944        |
| 1991 | 37.187        |
| 2001 | 40.362        |
| 2010 | 40.572        |
| 2011 | 40.416        |
| 2015 | 41.489        |

## Einwohnerzahlen der ehemaligen Gemeinden
Bei den folgenden Einwohnerzahlen handelt es sich um die Volkszählungsergebnisse 1961 (am 6. Juni) und 1970 (am 27. Mai).
| Gemeinde      | 1961 | 1970 |
| ------------- | ---- | ---- |
| Brockzetel    | 487  | 520  |
| Dietrichsfeld | 640  | 675  |
| Egels         | 719  | 951  |
| Extum         | 696  | 782  |
| Georgsfeld    | 500  | 639  |
| Haxtum        | 662  | 702  |
| Kirchdorf     | 807  | 931  |
| Langefeld     | 350  | 396  |
| Middels       | 1430 | 1373 |
| Pfalzdorf     | 226  | 249  |
| Plaggenburg   | 1087 | 1170 |
| Popens        | 630  | 1098 |
| Rahe          | 458  | 538  |
| Sandhorst     | 2265 | 3482 |
| Schirum       | 1189 | 1250 |
| Spekendorf    | 564  | 553  |
| Tannenhausen  | 964  | 1218 |
| Walle         | 1770 | 2077 |
| Wallinghausen | 1554 | 1993 |
| Wiesens       | 1075 | 1269 |